# Храм Святителей Афанасия и Кирилла на Сивцевом Вражке
Храм Святителей Афанасия и Кирилла (Воскресения Словущего) на Сивцевом Вражке — православный храм, принадлежащий к Центральному благочинию Московской городской епархии Русской православной церкви. Находится по адресу Филипповский переулок, дом 3.

## История
Многие исследователи считают, что церковь существовала, предположительно, с начала XVI века, поскольку получала ругу. Сильно пострадав в Смутное время, долго не восстанавливалась, почему в 1631 году по книгам Патриаршего приказа церковь числилась «новоприбылой». В 1657 и 1689 годах церковь была ещё деревянной. Каменной церковь стала в начале XVIII века; главный престол был освящён в честь Спаса Нерукотворенного Образа; другой придел — в честь Святителя Николая Чудотворца. В 1749 году по прошению поручика Плещеева в трапезной части церкви был устроен придел Святителей Афанасия и Кирилла, и в документах храм стали называть «Афанасие-Кирилловская церковь».
В 1812 году Смоленская икона Божией Матери, вывезенная из Смоленска, была помещена первоначально в храме Святителей Афанасия и Кирилла и уже отсюда перенесена в Успенский собор Кремля. Разорённый в 1812 году храм был обновлён в 1815—1817 годах на средства дочери полковника Прасковьи Петровны Юшковой. В 1836 году началась основательная перестройка церкви в стиле ампир: были построены новая колокольня, трапезная и новый световой барабан. Освящение обновлённого храма состоялось 19 сентября 1856 года, причём по желанию благотворителя, почётного гражданина Бубнова Спасский престол был переименован в Воскресенский. В 1899 году с целью расширения храма были перестроены алтари приделов, и здание приобрело нынешний вид.
При советской власти в 1932 году храм был закрыт, и в его здании располагались склады, различные мелкие предприятия, электромеханический завод, общежития. В 1970-х годах началась частичная реставрация здания, поскольку в нём предполагалось открытие концертного зала с органом.
В 1991 году принято решение о передаче здания Русской православной церкви, что и было осуществлено 7 апреля 1992 года. Главный престол было решено вновь освятить во имя Спаса Нерукотворенного Образа, но прежде, 5 ноября 1992 года, был освящён придел Святителей Афанасия и Кирилла. 11 сентября 1993 года из церкви Воскресения Словущего на Арбате была возвращена главная храмовая икона Святителей Афанасия и Кирилла. Главный престол освящён 14 января 2003 года, Никольский — 17 декабря 2009 года.
4 марта 2017 года, в субботу первой седмицы Великого поста, день памяти патриарха Московского Ермогена и великомученика Феодора Тирона, Святейший Патриарх Московский и всея Руси Кирилл совершил чин великого освящения возрождённого храма.

## Духовенство
- Протоиерей Михаил Осколков — настоятель храма;
- Протодиакон Андрей Стрежнев[2].

## Святыни
- Смоленская икона Божией Матери, именуемая «Одигитрия», и отображение образа на стекле киота;
- Иконы с частицами мощей:
  - святителя Иоанна (Максимовича), архиепископа Шанхайского и Сан-Францисского;
  - святителя Луки (Войно-Ясенецкого), архиепископа Симферопольского и Крымского;
  - святителя Феофана Затворника Вышенского;
  - преподобного Амвросия Оптинского;
  - преподобных Амфилохия и Иова Почаевских;
  - мученицы Татианы Римской;
- Икона ветхозаветного патриарха Авраама с частицей Мамврийского дуба[3].

## Престолы
- Воскресения Словущего
- Святых Афанасия и Кирилла патриархов Александрийских
- Святителя Николая

## Персоналии
- С 1848 года до своей смерти старостой храма был П. В. Хавский[4].
- В 2002 году в храме состоялось отпевание артиста В. Соломина[5].